# Richterago
Richterago, rod glavočika od najmanje 16 vrsta, od kojih su devet endemi na planini Espinhaço u brazilskoj državi Minas Gerais (R. angustifolia, R. arenaria, R. caulescens, R. conduplicata, R. elegans, R. lanata, R. polymorpha, R. polyphylla, i R. suffrutescens).
Najrasprostranjenija je R. radiata (Goiás, Distrito Federal, Minas Gerais, São Paulo, and Paraná), ali većinu vrsta (14) treba smatrati ugroženima i treba ih zaštititi na temelju kriterija IUCN.
Rod je smješten u tribus Gochnatieae, dio potporodice Gochnatioideae

## Vrste
1. Richterago amplexifolia (Gardner) Kuntze
2. Richterago angustifolia (Gardner) Roque
3. Richterago arenaria (Baker) Roque
4. Richterago campestris Roque & J.N.Nakaj.
5. Richterago caulescens Roque
6. Richterago conduplicata Roque
7. Richterago discoidea (Less.) Kuntze
8. Richterago elegans Roque
9. Richterago hatschbachii (Zardini) Roque
10. Richterago lanata Roque
11. Richterago petiolata Roque & J.N.Nakaj.
12. Richterago polymorpha (Less.) Roque
13. Richterago polyphylla (Baker ex Mart.) Ferreyra
14. Richterago radiata (Vell.) Roque
15. Richterago riparia Roque
16. Richterago stenophylla (Cabrera) Roque
17. Richterago suffrutescens (Cabrera) Roque